# Прокопьев, Юрий Николаевич
Юрий Николаевич Прокопьев (14 июля 1932, Нюрба, Якутская АССР, РСФСР, СССР — 22 декабря 2003, Якутск, Республика Саха (Якутия), Россия) — советский партийный и государственный деятель. Первый секретарь Якутского обкома КПСС (1982—1991).

## Биография
По национальности якут.
Окончил Якутский педагогический институт и Академию общественных наук при ЦК КПСС. В 1966 защитил диссертацию на соискание учёной степени кандидата филологических наук. Тема диссертации: «Закономерности становления и развития романа в якутской и бурятской литературах». 
В декабре 1956—1960 гг. — секретарь Верхневилюйского райкома ВЛКСМ,
В 1960—1966 гг. — секретарь Якутского обкома ВЛКСМ, а затем инструктор Якутского обкома КПСС.
С августа 1966 г. по март 1967 г. работал младшим научным сотрудником Института языка, литературы и истории Якутского филиала СО РАН СССР.
В 1967—1970 гг. — заведующий отделом пропаганды Якутского обкома КПСС.
В 1970—1978 гг. — секретарь Якутского обкома КПСС,
В 1978—1982 гг. — первый секретарь Якутского горкома КПСС,
в 1982—1991 гг. — первый секретарь Якутского обкома КПСС.
С 1992 г. — член Президиума и председатель постоянной комиссии Верховного Совета ЯАССР по развитию и размещению производительных сил республики.
После роспуска Верховного Совета ЯАССР был утверждён заместителем генерального директора администрации Федеральной программы социально-экономического развития Республики Саха (Якутия).
Член КПСС с 1958 г. Член ЦК КПСС в 1986—1990 гг.
Депутат Совета Национальностей Верховного Совета СССР 10—11 созывов (1979—1989) от Якутской АССР. Народный депутат СССР (1989—1991). Избирался депутатом Палаты Государственного Собрания (Ил Тумэн) второго созыва от Верхне-Горного округа, был депутатом Верховного Совета ЯАССР семи созывов.

## Награды и звания
- Орден Октябрьской революции
- Два ордена Трудового Красного Знамени
- Орден «Знак Почёта»
- Медали СССР
- Заслуженный работник народного хозяйства Республики Саха (Якутия) (1997)
- Почётный гражданин Республики Саха (Якутия) (2002)[3]
- Почётный гражданин Верхневилюйского улуса
- Почётный гражданин Нерюнгринского района (2000)[4]